# Maurits Binger
Maurits Binger (ur. 5 kwietnia 1868 w Haarlem, zm. 9 kwietnia 1923 w Wiesbaden) – holenderski reżyser, producent i scenarzysta.

## Filmografia

### reżyser
- 1913: De Levende lader(inne języki)
- 1914: Zijn viool(inne języki)
- 1915: Het geheim van het slot Arco(inne języki)
- 1916: La Renzoni(inne języki)
- 1917: Madame Pinkette & Co(inne języki)
- 1918: Oorlog en vrede – 1914(inne języki)
- 1918: Oorlog en vrede – 1918(inne języki)
- 1919: Een Carmen van het Noorden(inne języki)
- 1920: As God Made Her(inne języki)
- 1920: John Heriot's Wife(inne języki)
- 1921: De Zwarte tulp(inne języki)

### producent
- 1914: De Verwisseling onder het bed
- 1914: Weergevonden(inne języki)
- 1919: Een Carmen van het Noorden(inne języki)
- 1920: As God Made Her(inne języki)
- 1921: Sheer Bluff(inne języki)
- 1921: The Skin Game(inne języki)
- 1922: Bulldog Drummond(inne języki)

### scenarzysta
- 1913: De Levende lader(inne języki)
- 1918: Oorlog en vrede – 1914(inne języki)
- 1918: Oorlog en vrede – 1918(inne języki)
- 1919: Een Carmen van het Noorden(inne języki)